# Conagra Brands
Conagra Brands, Inc. è un'azienda statunitense di alimenti confezionati con sede a Chicago, Illinois. Conagra produce e vende prodotti con vari marchi disponibili in supermercati, ristoranti e stabilimenti di ristorazione.